# Étourneau de Daourie
Agropsar sturninus
Espèce
Synonymes
- Gracula sturnina Pallas, 1776[1]
- Sturnia sturnina (Pallas, 1776)[1]
- Sturnus sturnina[1]
- Sturnus sturninus (Pallas, 1776)[1]

Statut de conservation UICN

 LC  : Préoccupation mineure
L'Étourneau de Daourie (Agropsar sturninus) est une espèce d'oiseaux de la famille des Sturnidae.

## Systématique
L'espèce Agropsar sturninus a été décrite pour la première fois en 1776 par le naturaliste allemand Peter Simon Pallas (1741-1811) sous le protonyme Gracula sturnina.

## Répartition
Cet oiseau est présent dans la zone paléarctique, de l'Est de la Mongolie à la Corée du Nord, ainsi que dans le centre de la Chine.